# 이혜천
이혜천(李惠踐, 1979년 3월 12일 ~ )은 오스트레일리안 베이스볼 리그 전 멜버른 에이시스의 투수이다.

## 한국 프로야구 시절

### OB 베어스&두산 베어스시절
부산상업고등학교를 졸업하고 1998년 2차 2라운드 지명을 받아 OB 베어스에 입단하여 주로 중간 계투로 등판했다. 1998년 9월 2일 현대전에서 1군 무대에 처음으로 등판한 후, 2006년 4월 27일 롯데전에서 최연소 500경기 출전을 기록(27세 1개월 15일)했다. 도하 아시안 게임에 출전하였으나 동메달에 그쳤고, 이듬해에는 허리 디스크 수술로 인해 병역 면제 판정을 받았지만 재활로 인해 정규 시즌에는 불참하고 2007년 한국시리즈에만 출전했다. 2008년 시즌에서는 선발로 등판했다.
한편, 1999년 선발로만 2승을 거두어 1992년 이진(2선발승) 이후 7년 만에 베어스에서 선발로만 2승을 기록한 투수가 됐으며 그 뒤에  2001년 4선발승 2005년 7선발승 2006년 8선발승 2008년 7선발승을 거두었는데 이진에 앞선 베어스 좌투수 2선발승 이상 투수였던 구동우는 데뷔 첫 해인 1989년 2선발승, 1990년 6선발승을 기록했으나  한오종(88년 4선발승) (1990년 쌍방울 이적) 윤석환 (1991년 삼성 이적) 이진(방위복무)(89년 3선발승 92년 2선발승) 등의 공백 탓인지 1991년 정식 감독 취임한 이재우 감독에 의해 마구잡이로 혹사당하여 1990년 이후 하락세를 걸어 1994년을 끝으로 은퇴했고 이재우 감독은 1991년 초반에 잠깐 1위를 했지만  구동우를 마구잡이로 투입시킨 것 외에도 중반의 11연패 뿐 아니라 장호연의 연봉 재계약 문제-부상 등으로 투수진이 원활하게 돌아가지 못한 탓인지 최하위로 처지자 1991년 시즌 도중 중도 사퇴했다.

## 일본 프로야구 시절

### 도쿄 야쿠르트 스왈로스시절
2008년 시즌이 끝난 후, 일본 프로 야구 센트럴 리그 팀 도쿄 야쿠르트 스왈로스와 2년 계약을 맺었으며, 등번호는 '49'번으로 배정받았다. 2년간 1승 2패, 1세이브, 17홀드, 4점대 평균자책점을 기록하였고 계약 만료 후 방출됐다.

## 한국 프로야구 복귀

### 두산 베어스로 복귀
야쿠르트에서 방출된 후 2010년 12월 8일 친정 팀 두산 베어스와 계약금 6억원, 연봉 3억 5,000만원, 옵션 1억 5,000만원 등 총액 12억원에 계약하며 복귀하였다. 그러나 1군 32경기에 나와 1승 4패, 1세이브, 4홀드, 6점대 평균자책점에 그쳤고, 2011년 7월에 수비 연습 도중 펑고 타구에 맞아 왼 손등에 골절상을 당해 시즌을 마감했다. 이후에도 부진이 이어졌으며 2013년에는 1군 13경기에 등판하여 1패, 11점대 평균자책점이라는 최악의 성적을 기록했다.

### NC 다이노스시절

#### 2014년 시즌
2013년 11월 22일에 열린 2014년 2차 드래프트를 통하여 NC 다이노스의 1라운드 지명을 받아 이적했다. 10월 9일 삼성 라이온즈와의 4번째 투수로 등판하여 1이닝 1피안타 1탈삼진 무실점을 기록하면서 역대 73번째 통산 1000이닝을 달성하였다.팀이 승리하면서 이 경기의 승리 투수가 되었다.

#### 준플레이오프
준플레이오프 2경기에서 1 1/3이닝 3피안타 2볼넷 1사구 3실점을 기록하였다.
| 방어율 | 경기수 | 승 | 패 | 세이브 | 홀드 | 완투 | 완봉 | 이닝  | 피안타 | 피홈런 | 볼넷 | 사구 | 삼진 | 실점 | 자책 | 비고 |
| ------ | ------ | -- | -- | ------ | ---- | ---- | ---- | ----- | ------ | ------ | ---- | ---- | ---- | ---- | ---- | ---- |
| 20.25  | 2      | 0  | 0  | 0      | 0    | 0    | 0    | 1 1/3 | 3      | 0      | 2    | 1    | 1    | 3    | 3    |      |

2015년 시즌 연봉에서 10% 삭감된 9,000만원에 합의하였다.

#### 2015년 시즌
9월 13일 SK 와이번스와의 경기에서 구원 등판해 2/3이닝 1피안타 1삼진 무실점으로 막아냈다. 이 등판으로 개인 통산 700경기 출장을 기록했고, 이 기록은 역대 7번째 기록이었다.
시즌 종료 후 KBO 리그 은퇴를 선언하였다.

## 호주 프로야구 시절

### 애들레이드 바이트시절
2016년에 입단하였다.

### 멜버른 에이시스시절
2017년에 입단하였다.

## 투구 분석
이혜천의 투구폼은 던지기도 어려운 좌완 쓰리퀴터 투수다.좌완 투수로는 비교적 빠른 140 km 대 중후반, 최고구속 154 km 정도의 직구를 던진다. 특히 사이드암에 가까운 독특한 투구 폼을 가지고있다. 빠른 구속에 비해 제구력이 매우 부족하였다. 타석에 선 타자마저도 당황시키는 매우 불안정한 제구력을 가졌는데 이것이 오히려 타자에게 불안감을 주는 장점으로 작용하였다. 김기태, 양준혁, 이승엽 등 정상급 좌타자에게 상당히 강한 모습을 보였다.

## 별명
좋지 않은 피칭을 보였을 때 ‘이핵천’, ‘12억 화염 방사기’, 이혜천재지변,‘혜르노빌’ 등으로 불린다.

## 연봉
| 연도   | 연봉          | 인상율(%) | 비고 |
| ------ | ------------- | --------- | ---- |
| 2012년 | 2억 5,000만원 | 0         |      |
| 2013년 | 2억원         | -20       |      |
| 2014년 | 1억원         | -50       |      |
| 2015년 | 9,000만원     | -10       |      |

## 출신 학교
- 대연초등학교
- 대천중학교
- 부산상업고등학교

## 등번호

### KBO
- '59' (1998년 ~ 2008년, 2012년 ~ 2015년)
- '49' (2011년)

### NPB
- '49' (2009년 ~ 2010년)

## 주요 기록
- 출장

| 기록         | 날짜        | 소속        | 구장 | 상대팀        | 상대 타자 | 경기 결과 | 기타        | 각주 |
| ------------ | ----------- | ----------- | ---- | ------------- | --------- | --------- | ----------- | ---- |
| 1경기 출장   | 1998. 9. 2  | 두산 베어스 | 도원 | 현대 유니콘스 |           |           |             |      |
| 500경기 출장 | 2006. 4. 27 | 두산 베어스 | 잠실 | 롯데 자이언츠 |           |           | 역대 13번째 |      |
| 600경기 출장 | 2012. 4. 28 | 두산 베어스 | 잠실 | KIA 타이거즈  |           |           | 역대 11번째 |      |
| 700경기 출장 | 2015. 9. 13 | NC 다이노스 | 마산 | SK 와이번스   |           |           | 역대 7번째  |      |

- 이닝

| 기록           | 날짜        | 소속        | 구장 | 상대팀        | 상대 타자 | 경기 결과 | 종전 기록 | 기타        | 각주 |
| -------------- | ----------- | ----------- | ---- | ------------- | --------- | --------- | --------- | ----------- | ---- |
| 통산 1000 이닝 | 2014. 10. 9 | NC 다이노스 | 대구 | 삼성 라이온즈 |           | 9 - 4     | 김광현    | 역대 73번째 |      |

## 연도별 성적
| 연도       | 소속       | 경기 | 완투 | 완봉 | 승 | 패 | 세 | 홀 | 승률 | 타자 | 이닝  | 피안타 | 피홈런 | 볼넷 | 고의사구 | 死구 | 탈삼진 | 실점 | 자책점 | 평균자책점 | 비고                       |
| ---------- | ---------- | ---- | ---- | ---- | -- | -- | -- | -- | ---- | ---- | ----- | ------ | ------ | ---- | -------- | ---- | ------ | ---- | ------ | ---------- | -------------------------- |
| 1998년     | OB         | 15   | 0    | 0    | 0  | 0  | 0  | 0  | .000 | 43   | 10.1  | 5      | 0      | 6    | 0        | 1    | 9      | 2    | 2      | 1.74       |                            |
| 1999년     | 두산       | 77   | 1    | 1    | 8  | 4  | 0  | 0  | .667 | 540  | 119.0 | 119    | 11     | 70   | 2        | 9    | 98     | 69   | 63     | 4.76       |                            |
| 2000년     | 두산       | 78   | 0    | 0    | 5  | 6  | 1  | 11 | .455 | 384  | 84.1  | 88     | 9      | 50   | 3        | 4    | 76     | 51   | 47     | 5.02       |                            |
| 2001년     | 두산       | 53   | 0    | 0    | 9  | 6  | 3  | 6  | .600 | 631  | 141.2 | 152    | 17     | 72   | 2        | 3    | 107    | 72   | 57     | 3.62       |                            |
| 2002년     | 두산       | 78   | 0    | 0    | 2  | 4  | 1  | 12 | .333 | 352  | 79.0  | 72     | 7      | 46   | 3        | 9    | 75     | 46   | 41     | 4.67       |                            |
| 2003년     | 두산       | 83   | 0    | 0    | 5  | 3  | 0  | 11 | .625 | 250  | 55.0  | 46     | 4      | 37   | 2        | 5    | 36     | 27   | 24     | 3.93       |                            |
| 2004년     | 두산       | 79   | 0    | 0    | 2  | 2  | 1  | 12 | .500 | 235  | 52.0  | 52     | 5      | 31   | 0        | 3    | 35     | 35   | 34     | 5.88       |                            |
| 2005년     | 두산       | 30   | 1    | 1    | 7  | 4  | 0  | 3  | .636 | 479  | 109.1 | 105    | 10     | 54   | 1        | 7    | 59     | 58   | 48     | 3.95       |                            |
| 2006년     | 두산       | 32   | 0    | 0    | 8  | 6  | 0  | 1  | .571 | 594  | 142.0 | 119    | 4      | 56   | 0        | 12   | 104    | 52   | 44     | 2.79       | 도하 아시안 게임 대표 선수 |
| 2008년     | 두산       | 34   | 0    | 0    | 7  | 5  | 0  | 0  | .583 | 482  | 109.1 | 110    | 14     | 43   | 0        | 13   | 83     | 59   | 57     | 4.69       |                            |
| 2009년     | 야쿠르트   | 42   | 0    | 0    | 1  | 1  | 1  | 12 | .500 | 164  | 37.0  | 42     | 3      | 14   | 2        | 2    | 27     | 15   | 15     | 3.65       |                            |
| 2010년     | 야쿠르트   | 19   | 0    | 0    | 0  | 1  | 0  | 5  | .000 | 73   | 17.2  | 11     | 4      | 7    | 0        | 1    | 18     | 10   | 10     | 5.09       |                            |
| 2011년     | 두산       | 32   | 0    | 0    | 1  | 4  | 1  | 4  | .200 | 152  | 34.0  | 31     | 2      | 17   | 0        | 4    | 30     | 27   | 24     | 6.35       |                            |
| 2012년     | 두산       | 48   | 0    | 0    | 1  | 3  | 0  | 7  | .250 | 179  | 38.2  | 42     | 2      | 21   | 0        | 5    | 25     | 33   | 32     | 7.45       |                            |
| 2014년     | NC         | 00   | 0    | 0    | 0  | 0  | 0  | 0  | .000 | 000  | 00.0  | 00     | 0      | 00   | 0        | 0    | 000    | 00   | 00     | 0.00       |                            |
| KBO : 13년 | KBO : 13년 | 639  | 2    | 2    | 55 | 47 | 7  | 67 | .539 | 4321 | 973.2 | 941    | 85     | 503  | 15       | 75   | 737    | 531  | 473    | 4.37       |                            |
| NPB : 2년  | NPB : 2년  | 61   | 0    | 0    | 1  | 2  | 1  | 17 | .333 | 237  | 54.2  | 53     | 7      | 21   | 2        | 3    | 45     | 25   | 25     | 4.12       |                            |

- 2012년 기준.
- OB는 1999년에 두산 베어스로 구단명을 변경.

## 같이 보기
- 임창용